# 旧克伦珀
旧克伦珀是德国石勒苏益格－荷尔斯泰因州的一个市镇。总面积36.64平方公里，总人口1132人，其中男性562人，女性570人（2011年12月31日），人口密度31人/平方公里。